# Екрон (Ханаан)
Екрон — (івр. עֶקְרוֹן) — одне з п'яти знаменитих філістимлянських міст (пентаполіс) на південному заході Ханаану.

## Географія
Нині Екрон ідентифікують з Тель-Мікне. Уперше цю теорію було висунуто у 1957–1958 роках Наве та Калаєм, що підтвердилось розкопками 1996 року.

## Історія
На місці Тель-Мікне розташовувались невеликі поселення, починаючи з енеоліту й до ранньої бронзової доби. Після 400-річної перерви, упродовж якої тільки верхня частина міста була заселена, Екрон значно розширився.

## Розкопки
Розкопки Тель-Мікне проводились упродовж 14 сезонів між 1981 і 1996 роками, спонсором виступив Інститут археологічних досліджень Олбрайта та Єврейський університет, керували розкопками Труде Дотан і Сеймур Ґітін. Основна увага досліджень спрямовувалась на міждисциплінарні дослідження взаємодій між філістимлянами, ізраїльтянами, фінікійцями, ассирійцями та єгиптянами за часів пізньої бронзової доби II та залізної доби I і II.

## Згадки у Біблії
Падіння Екрона було передбачено пророками Єремією (XXV, 20), Амосом (I, 8), Софонією (II, 4) та Захарієм (IX, 5-7).
Відповідно до Книги Царств (I Цар. VI, 16-17) Ковчег Заповіту з Екрона був відправлений до Юдеї шляхом на Вефсамісу. Екрон перебував під владою філістимлян навіть за часів Давида (I Цар. XVII, 52), Охозії (IV Цар. I, 2, 3, 6), Озії (Амос I, 8) та Йосії (Єремії XXV, 20). Відповідно до книги Макавеїв (1 Мак. X, 89), Екрон був подарований сирійським царем Олександром Валою Йонафану, брату Юди Маккавея.